# Вињоло (Кунео)
Вињоло (итал. Vignolo) је насеље у Италији у округу Кунео, региону Пијемонт.
Према процени из 2011. у насељу је живело 1459 становника. Насеље се налази на надморској висини од 619 м.

## Становништво
| 1936. | 1951. | 1961. | 1971. | 1981. | 1991. | 2001. | 2011. |
| ----- | ----- | ----- | ----- | ----- | ----- | ----- | ----- |
| 1.476 | 1.373 | 1.239 | 1.263 | 1.526 | 1.745 | 2.054 | 2.487 |